# 張鳴岡
張鳴岡（1535年—1615年），字治禎，號见庵，江西吉安府萬安縣人，民籍，明朝政治人物。

## 生平
萬曆元年（1573年）癸酉科江西鄉試第十六名。萬曆八年（1580年）庚辰科会试第五十二名，三甲一百十七名進士。都察院觀政，本年授宣城知县，以卓异纪录行取，十四年十月选授浙江道監察御史，直言敢諫，十五年降一级为广德州判官。十六年復升常州府推官，改泉州府。二十年擢升礼部主客司署员外郎事主事，二十一年升光禄寺寺丞，二十五年升南京大理寺右寺丞，二十六年改北大理寺丞，二十七年晋右少卿，寻改左少卿。三十一年升南京太常寺卿，三十四年升南京通政使，三十六年升南京兵部右侍郎。萬曆三十八年（1610年），以兵部右侍郎，總督兩廣軍務，巡撫广东，上《条陈防海五议》，加強沿海防御，並強化澳門管理。四十一年官至南京刑部尚書，四十三年乙卯卒，赐祭葬。

## 家族
曾祖父張聰，曾任教諭；祖父張磊；父親張尚賢。母賴氏。